# Stefan Misiniec
Stefan Misiniec (ur. 1942 w Zubrzycy Górnej na Orawie) – ksiądz Archidiecezji Krakowskiej, poeta, pisarz, animator kultury, działacz społeczny.
Święcenia kapłańskie przyjął w 1966 w katedrze na Wawelu, z rąk abp. Karola Wojtyły. Obronił pracę doktorską „Dar nawrócenia. Doświadczenie łaski w procesie nawrócenia Eugeniusza Romera”, napisaną na Wydziale Teologicznym Papieskiej Akademii Teologicznej pod kierunkiem ks. prof. Mariana Jaworskiego.
W latach 1980–1992 organizator Tygodni Kultury Chrześcijańskiej w Krakowie i korespondent Biura Prasowego Sekretariatu Episkopatu Polski. W latach 1990–1992 organizator i pierwszy kierownik Redakcji Programów Katolickich Telewizji Kraków.
W latach 1992–2005 proboszcz parafii św. Mikołaja w Chrzanowie, a w latach 2005–2012 parafii Najświętszego Salwatora w Krakowie.
Wspierał ludzi potrzebujących i niepełnosprawnych. W 1995 r. przyczynił się do powstania w Chrzanowie Warsztatów Terapii Zajęciowej, a w 2001 r. Świetlicy Terapeutycznej Fundacji im. Brata Alberta.
Poeta, debiutował w 1968 r. w „Tygodniku Powszechnym”. Wiersze i artykuły publikował także m.in. w „Znaku”, „Gościu Niedzielnym”, „Ethos”, „Gazecie Niedzielnej” (Londyn) i „Niedzieli” i „Ruchu Biblijnym i Liturgicznym”.
Redaktor opracowań zbiorowych: Dialog Kościoła z kulturą t. I, Kraków 1986, Dialog Kościoła z kulturą t. II, Kraków 1988, i Kanonizacja św. Brata Alberta, Kraków 1991.
Obecnie mieszka w parafii św. Józefa w Kalwarii Zebrzydowskiej.
W 2004 r. za działalność na rzecz osób niepełnosprawnych otrzymał Medal Świętego Brata Alberta.

## Publikacje
- Patrzę na Kraków, Kraków 1988
- Ślady na niebie. Duchowa droga Jerzego Lieberta, Kraków 1997
- Jan Paweł II w „Księżówce” i pod Giewontem, Kraków 2005
- Eugeniusz Romer. Seria: Wielcy Ludzie Nauki i Kultury, Kraków 2014
- Święty Jan Paweł II. Dojrzewanie do kapłaństwa, Kraków 2014
- Jerzy Liebert, Kraków 2015
- Na tropach pierwszych chrześcijan, Kraków 2018
- Z nurtu wspomnień o Janie Pawle II, Kraków 2019
- Na tropach Jezusa z Nazaretu, Kraków 2021